# Mascha de Rooij
Mascha de Rooij (Breda, 7 januari 1984) is een Nederlandse presentatrice.

## Carrière
Na haar media-opleiding begon Mascha de Rooij haar carrière bij de regionale Omroep Brabant. Ze presenteerde onder meer Het Beste van..., Altijd Jong en Bloemencorso's.
De Rooij presenteerde tot eind 2018 het dagelijkse televisieprogramma Hallo Nederland, samen met Jeroen Latijnhouwers.
Vanaf begin 2017 ging De Rooij het tv-spel MAX Geheugentrainer afwisselend presenteren met Pauline Spiering. Zij namen het over van Omroep MAX-oprichter Jan Slagter die het 9,5 jaar presenteerde. De Rooij presenteert vanaf september 2024 het programma De Rijdende Rechter. Vanaf het najaar van 2024 valt De Rooij af en toe op maandag en vrijdag in  bij het programma Tijd voor MAX.
Samen met haar zus presenteert ze op videowebsite YouTube ook een knutselprogramma.